# 乐滩水电站
乐滩水电站位于中国广西壮族自治区忻城县红渡镇上游3千米处，是西江红水河段梯级开发的第八级水电站，上距百龙滩水电站76.2千米，系在原恶滩水电站坝址上扩建而成。2001年11月动工兴建，2006年11月完工。电站大坝为混凝土重力坝，最大坝高63米，坝顶总长586.3米，坝顶最大宽度24.4米，最大泄洪能力为31900立方米每秒。电站总装机容量600兆瓦，平均年发电量35亿千瓦时。电站水库总库容9.5亿立方米，水库正常蓄水位112米，相应库容4.02亿立方米。同步配套建成500吨级船闸。